# Geny dopełniające
Geny dopełniające, geny komplementarne – geny współdziałające z innymi genami w wykształceniu danej cechy. Gen dominujący jednej pary genowej nie ujawni swojej cechy, jeżeli w genomie nie wystąpi również gen dominujący z drugiej pary.
Przykład: Organizm o genotypie AAbb, tak jak organizm o genotypie aabb ujawnia cechę recesywną. Cechę dominującą ujawni natomiast np. organizm AaBB.